# Asim Chaudhry
Asim Chaudhry (Londra, 24 novembre 1986) è un attore e sceneggiatore britannico.

## Biografia
Cresciuto nel distretto londinese di Hounslow in una famiglia di origini indiane, Asim Chaudhry si è avvicinato alla recitazione durante le scuole superiore. Nel 2014 ha co-creato la serie televisiva People Just Do Nothing, in cui ha interpretato Chabuddy G. Per la sua interpretazione ha ricevuto due candidature ai BAFTA nel 2017 e nel 2018. Nel 2023 è nel cast di Guardiani della Galassia Vol. 3, film facente parte del Marvel Cinematic Universe dove doppia Teef il tricheco.

## Filmografia parziale

### Attore

#### Cinema
- Paddington, regia di Paul King (2014)
- Wonder Woman 1984, regia di Patty Jenkins (2020)
- Il visionario mondo di Louis Wain (The Electrical Life of Louis Wain), regia di Will Sharpe (2022)
- What's Love? (What's Love Got to Do with It?), regia di Shekhar Kapur (2022)
- Guardiani della Galassia Vol. 3 (Guardians of the Galaxy Vol. 3), regia di James Gunn (2023)
- Scatta l'amore (Picture This), regia di Prarthana Mohan (2025)

#### Televisione
- Cuckoo - serie TV, 1 episodio (2014)
- People Just Do Nothing - serie TV, 27 episodi (2014-2018)
- Black Mirror: Bandersnatch - film TV, regia di David Slade (2018)
- The Sandman - serie TV, 11 episodi (2022)
- Black Mirror – serie TV, episodio 7x04 (2025)

### Sceneggiatore
- People Just Do Nothing - serie TV, 27 episodi (2014-2018)

## Doppiatori italiani
Nelle versioni in italiano delle opere in cui ha recitato, Asim Chaudhry è stato doppiato da:
- Franco Mannella in Paddington
- Gabriele Sabatini in The Sandman
- Oreste Baldini in What's Love?
- Edoardo Stoppacciaro in Scatta l'amore

Da doppiatore è sostituito da:
- Gerolamo Alchieri in Guardiani della Galassia Vol. 3